# Villa Russo Ermolli
La Villa Russo Ermolli (italien, Palazzina Russo Ermolli) est un bâtiment de Naples, situé via Palizzi; c'est l'un des exemples les plus importants de l'architecture art nouveau napolitain (appelé aussi Liberty napoletano) dans la ville.

## Description
L'édifice a été construit entre 1915 et 1918 sur le projet de l'ingénieur Stanislas Sorrentino.
La villa se dresse sur six étages, sur un terrain en pente.
Le bâtiment est doté d'une remarquable ornementation qui lui donne une sensation de grandeur et d'élégance. 
Les couleurs actuelles, le gris/bleu et le blanc, sont le résultat d'une restauration effectuée en 2007; le bâtiment était, auparavant, blanc et jaune.

## Autres projets